# Theodor Schu
Theodor Schu SVD (* 3. April 1892 in Tholey; † 24. August 1965 in St. Wendel) war ein deutscher Ordensgeistlicher und römisch-katholischer Bischof von Yanzhou.

## Leben
Theodor Schu wurde in Tholey als Sohn eines Bergmanns geboren. Er besuchte zunächst die Volksschule, anschließend das Missionshaus in St. Wendel, wo er 1912 sein Abitur ablegte. Er trat der Ordensgemeinschaft der Steyler Missionare bei und legte 1913 die erste Profess ab. In Mödling bei Wien studierte er Theologie und Philosophie. Im Kriegsjahr 1916 legte er die ewige Profess ab und empfing am 23. September desselben Jahres die Priesterweihe. Während des Ersten Weltkriegs war es ihm zunächst nicht möglich, in den von ihm präferierten Missionsdienst zu gehen. So wurde er zunächst Kaplan in Bliesen. Im Jahr 1921 durfte er endlich nach China ausreisen. Er ließ sich in der Provinz Süd-Shandong nieder, wo er zunächst als Wandermissionar tätig war. Als Spiritual kümmerte er sich ab 1923 um die ersten einheimischen Seminaristen. 1933 wurde er zum Leiter der Region bestimmt und wurde dritter Bischof von Yenchowfu. Während seiner Amtszeit organisierte er die Übergabe der Fu Jen Universität von den Benediktinern an die Steyler Missionare zusammen mit dem Sinologen Franz Xaver Biallas. Zudem war er an einer von Papst Pius XI. in Auftrag gegebenen chinesischen Enzyklopädie beteiligt, die im Stile von Herders Conversations-Lexikon gehalten und unter den gebildeten Chinas verteilt werden sollte. Der Plan scheiterte jedoch.
Am 19. November 1936 ernannte ihn Papst Pius XI. als Nachfolger von Augustin Henninghaus SVD zum Apostolischen Vikar des Apostolischen Vikariats Yenchowfu und zum Titularbischof von Trapezopolis. Sein Amtsvorgänger August Henninghaus spendete ihm am 4. April des folgenden Jahres die Bischofsweihe. Mitkonsekratoren waren der Apostolische Vikar von Tsinanfu, Cyrillus Jarre OFM, und der Apostolische Vikar von Nanking, Paul Yü Pin.
In seine Amtszeit fielen die Heiligsprechung von Josef Freinademetz (SVD), an der er sich jedoch nur wenig beteiligen konnte, da sich die beiden nie kennengelernt hatten. Die schwerste Herausforderung war eine Überschwemmung des Gelben Flusses und die anschließende Hungersnot. In dieser Zeit ließ Schu fünf Spitäler und 34 Apotheken errichten. Außerdem war er an einem Festmahl anlässlich eines Besuchs des Delegaten Mario Zanin beteiligt, bei dem auch der Herzog Kong aus Küfow teilnahm, der 77. Nachkomme von Konfuzius. Der Ausbruch des Zweiten Chinesisch-Japanischer Kriegs überschattete ebenfalls seine Amtszeit. Christen waren während dieser Kriegswirren von Verfolgung bedroht. Dabei arbeitete Schu eng mit den Nachbarbischöfen August Olbert (Tsingtau) und Karl Christian Weber, SVD, (Ichowfu) zusammen, um Flüchtlinge und Obdachlose zu versorgen.
Am 30. Juni 1944 verkündete er die Errichtung einer von Propaganda Fide genehmigten Schwesternkongregation der Oblatinnen der heiligen Familie von Yenchowfu. Am 11. April 1946 wurde Yenchowfu unter dem Namen Yanzhou in den Rang eines Bistums erhoben, womit Schu erster Diözesanbischof wurde. Bis 1948 stand er als Bischof 58.400 Katholiken vor, die von 28 Priestern und 131 Schwestern betreut wurden. Als die Kommunisten in China 1949 die Macht übernahmen, befand sich Schu in Shanghai. Er durfte nicht mehr nach Yenchowfu zurückkehren und verblieb bis 1952 in Shanghai. 1952 floh er zunächst nach Hongkong und anschließend auf die Philippinen, wo er mit seinen Untergebenen wieder vereinigt war, die aus China flüchten mussten.
In der Zeit seines Exils blieb er der Diözese vorstellig und reiste zwischen Taiwan, Hongkong und den Philippinen hin und her. In Hongkong war er Herausgeber katholisch-chinesischer Schriften. In San Vicente in Ilocos Sur baute er ein Exilseminar auf und in Formosa unterstützte er eine Neugründung der Oblatinnen von der heiligen Familie. 1961 kehrte er nach Europa zurück und vertrat auf dem 2. Vatikanischen Konzil die Interessen der chinesischen Katholiken. In Deutschland vertrat er Ortsbischöfe auf Firmungsreisen.
1965 musste er wegen Kreislaufstörung und Herzproblemen im Krankenhaus behandelt werden. Trotz Einleitung einer Kurmaßnahme verstarb Bischof Schu am 24. August 1965 im Marienhospital St. Wendel. Er wurde am 28. August als erster Bischof auf dem Steyler Friedhof in St. Wendel beigesetzt.